# Hanna Sandtner
Hanna Sandtner, née Ritter (née le 26 août 1900 à Munich ; morte le 26 février 1958 à Berlin) est une femme politique allemande, militante puis employée du KPD. À la chute de la République de Weimar, elle se réfugie dans différents pays d'Europe et se lie avec son compatriote le résistant communiste Paul Jahnke (de) dont elle partagera la vie jusqu'en 1951.

## Biographie
Hanna Ritterle nait le 26 août 1900 à Munich. Elle prend le nom de Sandtner dans les années 1920, après son mariage avec le député communiste Augustin Sandtner. Dans sa jeunesse, elle travaille dans une usine de carton et comme commis. En 1918, elle devient membre de la ligue Spartakiste Elle est adhérente du Parti communiste d'Allemagne (KPD) dès sa création.
En 1919, Hanna Sandtner est condamnée à six mois de prison pour avoir participé à l'insurrection de la République des conseils de Bavière. En 1921, elle participe à l'Action de Mars. Elle est alors condamnée à un an et demi de prison pour "infractions à la loi sur les explosifs", peine qu'elle purge entre 1921 et 1923 dans la prison pour femmes d'Aichach (en Bavière).
Une fois libérée, Hanna Sandtner devient cheffe de pôle à Munich et cheffe des femmes à la direction du district du KPD qui couvre le sud de la Bavière. C'est à ce moment-là, qu'elle rencontre son futur mari Augustin Sandtner (de). En 1923, elle s'installe à Berlin, où elle travaille de 1925 à 1931 comme employée à l'agence commerciale soviétique. En 1931, elle devient employée à temps plein à la direction du district du KPD à Berlin-Brandebourg. Cette même année, elle est élue conseillère municipale de Berlin, un poste qu'elle occupe jusqu'en février 1933[réf. souhaitée].
En juin 1931, Sandtner est élue membre du Reichstag à Berlin, où elle reprend le mandat du député Ernst Reinke . Elle est réélue lors des élections du Reichstag de juillet 1932, avant de quitter le parlement après les élections de novembre 1932. Au parlement, elle représente de la 2e circonscription de Berlin[réf. souhaitée].
Après la prise de pouvoir du parti nazi, en janvier 1933, elle entre dans la clandestinité.
En février 1934, elle s'enfuit en Union soviétique et s'installe à Moscou où elle suit des cours à l'École internationale de Lénine. En décembre 1934, elle se rend en Autriche sous le nom d'emprunt d'Hanna Gelb. Dans les mois suivants, elle travaille pour la direction du Parti communiste d'Autriche (KPÖ) de Vienne. Hanna Sandtner est arrêtée le 30 octobre 1935 et condamnée à un an et demi de prison pour haute trahison. Son mari, emprisonné en Allemagne depuis 1935, sera assassiné dans le camp de concentration de Sachsenhausen en 1944[réf. souhaitée].
En juillet 1936, elle est amnistiée par les autorités autrichiennes. En 1937, elle se rend en Tchécoslovaquie, où elle travaille pour le mouvement communiste à Prague jusqu'à l'occupation du pays par l'Allemagne. Après cela, elle a vécu en Pologne, puis en Norvège, où elle entame une liaison avec son compatriote exilé, le résistant Paul Jahnke qui restera son compagnon jusqu'à son décès en 1951.
En 1940, elle s'enfuit en Suède avec son compagnon, où ils sont emprisonnés. Une fois relâchée, elle travaille comme femme de ménage et métallurgiste. Dans le groupe de communistes allemands réfugiés politiques de Suède, Jahnke et Sandtner sont parfois isolés du fait des doutes exprimés par Jahnke, à l'été 1941, sur les perspectives de victoire de l'Armée rouge sur le front de l'Est, doutes qu'Hanna Sandtner n'a jamais contredits.
Début 1946, ils retournent tous deux à Berlin. Elle trouve un poste de consultante au département du travail et de la protection sociale du SED. En mars 1947, elle est nommée directrice générale de la Solidarité. En septembre 1948, elle tombe gravement malade. Pour se remettre de sa maladie et sans doute aussi pour surveiller l'écrivain et héros de la résistance Erich Weinert, elle part quelques mois en Suisse. En mai 1949, Hanna Sandtner est transférée au quartier général de la police populaire de Berlin, où elle prend la direction du service de presse avec le grade de vice-commandante (un grade équivalent à celui de lieutenant-colonel).
Fin 1950, Sandtner est destituée de ses fonctions dans la police, en raison de son séjour à l'Ouest de 1948. Début avril 1951, elle devient directrice de l'école technique du VEB Textil-Mode à Berlin-Friedrichshain. Paul Jahnke, également tombé en disgrâce vis-à-vis du parti communiste, meurt peu après, ce qui constitue pour elle un drame personnel. En 1953, Hanna Sandtner prend contact avec l'ancien résistant communiste Hermann Matern et lui fait part de ses doutes quant aux mystérieuses circonstances de la mort de Paul Jahnke. Cette démarche est peu appréciée en haut-lieu et lui valent en juillet 1954 des reproches officiels quant à sa conduite jugée dommageable pour le bon fonctionnement du Parti.

## Récompenses en RDA
- 1950 Insigne d'honneur de la police populaire allemande[7]
- 1958 Tombe d'honneur dans le complexe de tombes Pergolenweg du mémorial des socialistes au cimetière central de Berlin Friedrichsfelde